# تروشچانک
تروشچانک (به لاتین: Truszczanek) یک منطقهٔ مسکونی در لهستان است که در Gmina Rozprza واقع شده‌است.